# Malacatancito
Malacatancito (diminutivo castellanizado de «Malacatán»: del náhuatl, que quiere decir «lugar junto a los malacates») es un municipio del departamento de Huehuetenango de la región nor-occidente de la República de Guatemala. Era conocido antiguamente como «Santa Anna Malacatán».
Durante la época colonial fue el convento y doctrina de Santa Anna de Malacatán a cargo de los frailes mercedarios, y cuando estos tuvieron que entregar sus doctrinas al clero secular en 1754, pasó a ser uno de los once curatos de la provincia y Alcaldía Mayor de Totonicapam, que en 1770 tenía alrededor de cien familias indígenas y veinte ladinas.  En esa época, para llegar a Santa Anna de Malacatán desde Momostenango el camino era sumamente difícil, y parecía un «laberinto de montañas y ciénagas» de acuerdo al arzobispo Pedro Cortés y Larraz que lo recorrió en su visita pastoral de esos años.
Luego de la Independencia de Centroamérica en 1821, específicamente en 1838, Malacatancito fue parte del territorio del Estado de Los Altos que los criollos liberales crearon en el occidente de Guatemala, pero este fue retomado por la fuerza por el general conservador guatemalteco Rafael Carrera en 1840.
Entre sus aldeas principales están: Xepon Grande, Xepon Chiquito, Pueblo viejo, Cacum, Pucal, Quiaquizuyal, La Cal,Cancabal, Piache y Cucal.[cita requerida]

## Toponimia
Muchos de los nombres de los municipios y poblados de Guatemala constan de dos partes: el nombre del santo católico que se venera el día en que fueron fundados y una descripción con raíz náhuatl; esto se debe a que las tropas que invadieron la región en la década de 1520 al mando de Pedro de Alvarado estaban compuestas por soldados españoles y por indígenas tlaxcaltecas y cholultecas.
Orignalmente, los mames lo llamaban «Jigüehal», pero tras la conquista española el poblado se llamó «Santa Ana Malacatán» en honor a Santa Ana; ahora bien, debido a que el municipio era confundido con los municipios de Santa Ana Huista, del departamento de Huehuetenango y Malacatán del departamento de San Marcos el nombre fue diminutizado por los españoles agregándole el término «cito» al final.  «Malacatán», a su vez, proviene de los vocablos náhuatl «malacate» (español: «Hueso para hilar») y «tlan» (español: «lugar»), que quieren decir «Lugar junto a los huesos de hilar».

## Demografía
El municipio tiene, en 2022, una población aproximada de 22 859 habitantes según el censo de población de 2018 con una densidad de 85 personas por kilómetro cuadrado. Existe una población superior de gente ladina con un porcentaje del 70 % de la población total y el 30 % es de gente indígena, mayoritariamente k'iche'.

## Geografía física
El municipio de Malacatancito tiene una extensión territorial de 268 km².

### Ubicación geográfica
Se encuentra a una distancia de 18 km de la cabecera departamental Huehuetenango y a 248 km de la Ciudad de Guatemala. Sus colindancias son: 
- Norte: Santa Bárbara y la cabecera departamental Huehuetenango, municipios del departamento de Huehuetenango
- Sur: Santa Lucía La Reforma y San Bartolo, municipios del departamento de Totonicapán
- Oeste: 
  - Santa Bárbara, municipio del departamento de Huehuetenango
  - San Carlos Sija, municipio del departamento de Quetzaltenango
  - Sipacapa, municipio del departamento de San Marcos[10]

|                                               | Norte: Santa Bárbara Huehuetenango      |
| Oeste: Santa Bárbara San Carlos Sija Sipacapa |                                         |
|                                               | Sur: Santa Lucía La Reforma San Bartolo |

- 2012-2016: Ademar Ávila

## Gobierno municipal
Los municipios se encuentran regulados en diversas leyes de la República, que establecen su forma de organización, lo relativo a la conformación de sus órganos administrativos y los tributos destinados para los mismos.  Aunque se trata de entidades autónomas, se encuentran sujetos a la legislación nacional y las principales leyes que los rigen desde 1985 son:
| N.º | Ley                                                | Descripción |
| --- | -------------------------------------------------- | --- |
| 1   | Constitución Política de la República de Guatemala | Tiene una regulación legal específica para los municipios en los artículos 253 al 262. |
| 2   | Ley Electoral y de Partidos Políticos              | Ley de carácter constitucional aplicable a los municipios en el tema de la conformación de sus autoridades electas. |
| 3   | Código Municipal                                   | Decreto 12-2002 del Congreso de la República de Guatemala. Tiene la categoría de ley ordinaria y contiene preceptos generales aplicables a todos los municipios, e inclusive contiene legislación referente a la creación de los municipios.             |
| 4   | Ley de Servicio Municipal                          | Decreto 1-87 del Congreso de la República de Guatemala. Regula las relaciones entra la municipalidad y los servidores públicos en materia laboral. Tiene su base constitucional en el artículo 262 de la constitución que ordena la emisión de la misma. |
| 5   | Ley General de Descentralización                   | Decreto 14-2002 del Congreso de la República de Guatemala. Regula el deber constitucional del Estado, y por ende del municipio, de promover y aplicar la descentralización y desconcentración económica y administrativa.                                |

El gobierno de los municipios está a cargo de un Concejo Municipal mientras que el código municipal —ley ordinaria que contiene disposiciones que se aplican a todos los municipios— establece que «el concejo municipal es el órgano colegiado superior de deliberación y de decisión de los asuntos municipales […] y tiene su sede en la circunscripción de la cabecera municipal»; el artículo 33 del mencionado código establece que «[le] corresponde con exclusividad al concejo municipal el ejercicio del gobierno del municipio».
El concejo municipal se integra con el alcalde, los síndicos y concejales, electos directamente por sufragio universal y secreto para un período de cuatro años, pudiendo ser reelectos.
Existen también las Alcaldías Auxiliares, los Comités Comunitarios de Desarrollo (COCODE), el Comité Municipal del Desarrollo (COMUDE), las asociaciones culturales y las comisiones de trabajo. Los alcaldes auxiliares son elegidos por las comunidades de acuerdo a sus principios y tradiciones, y se reúnen con el alcalde municipal el primer domingo de cada mes, mientras que los Comités Comunitarios de Desarrollo y el Comité Municipal de Desarrollo organizan y facilitan la participación de las comunidades priorizando necesidades y problemas.

## Historia

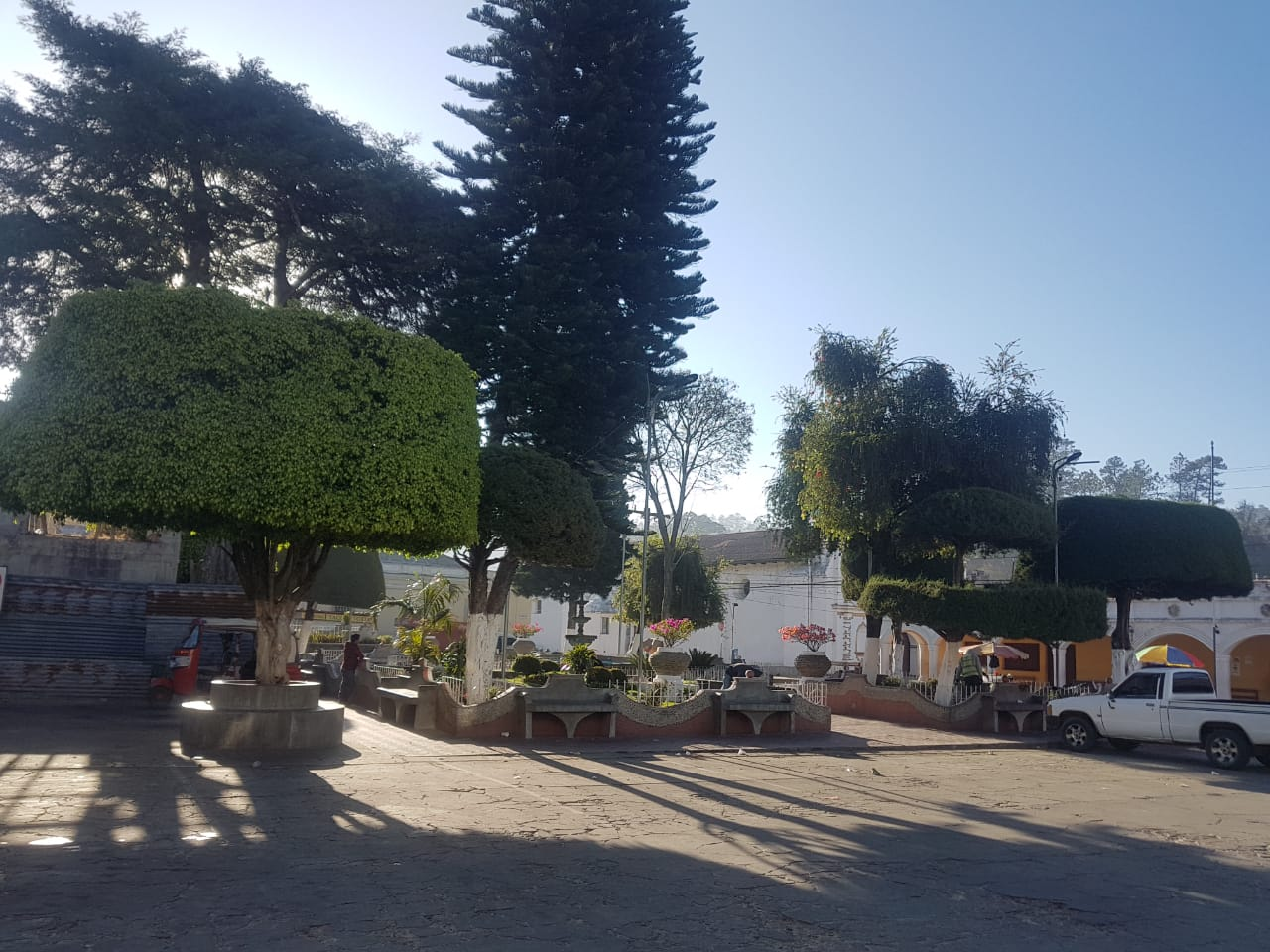
Municipio de Malacatancito 27 de febrero de 2019

La existencia del municipio comienza en la época prehispánica, específicamente entre los años 1200 y 1524 d. C.; sus primeros pobladores fueron gente de raza mam. Según el cronista Francisco Antonio de Fuentes y Guzmán, durante la conquista de Guatemala, en 1525, hubo una batalla en el territorio del municipio entre los pobladores mames y las tropas españolas dirigidas por Gonzalo de Alvarado y acompañado de guerreros tlaxcaltecas, cholultecas y quichés.
Malacatancito, es un municipio que se Caracteriza por la limpieza de sus calles y la colaboración de los pobladores.
Su feria patronal se celebra en honor a la virgen del rosario, en 10 de noviembre.

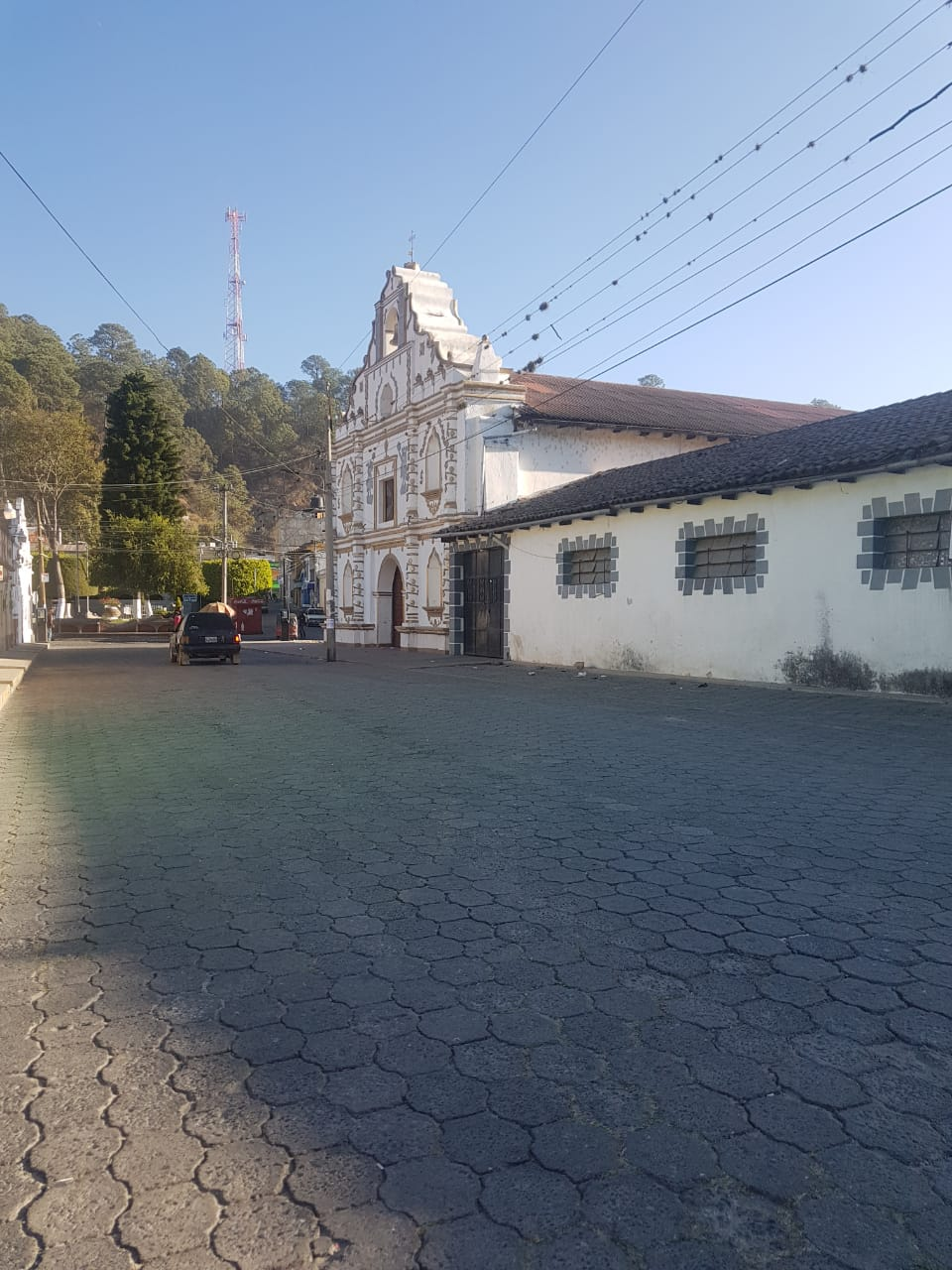
Iglesia Católica de Santa Ana Municipio de Malacatancito, departamento de Huehuetenango

### Época colonial: Doctrina mercedaria

Escudo
mercedario.

En 1565 se creó la provincia mercedaria de la Presentación de Guatemala; originalmente, la orden mercedaria había obtenido del obispo Francisco Marroquín varios curatos en el valle de Sacatepéquez y Chimaltenango, pero los cambiaron con los dominicos por el área de la sierra de los Cuchumatanes.
La corona española se enfocó en la catequización de los indígenas. Las congregaciones fundadas por los misioneros reales en el Nuevo Mundo fueron llamadas «doctrinas de indios» o simplemente «doctrinas». Originalmente, los frailes tenían únicamente una misión temporal: enseñarle la fe católica a los indígenas, para luego dar paso a parroquias seculares como las establecidas en España; con este fin, los frailes debían haber enseñado los evangelios y el idioma español a los nativos. Ya cuando los indígenas estuvieran catequizados y hablaran español, podrían empezar a vivir en parroquias y a contribuir con el diezmo, como hacían los peninsulares..
Pero este plan nunca se llevó a cabo, principalmente porque la corona perdió el control de las órdenes regulares tan pronto como los miembros de éstas se embarcaron para América. Protegidos por sus privilegios apostólicos para ayudar a la conversión de los indígenas, los misionares solamente atendieron a la autoridad de sus priores y provinciales, y no a la de las autoridades españolas ni a las de los obispos. Los provinciales de las órdenes, a su vez, únicamente rendían cuentas a los líderes de su orden y no a la corona. Una vez habían establecido una doctrina, protegían sus intereses en ella, incluso en contra de los intereses del rey y de esta forma las doctrinas pasaron a ser pueblos de indios que se quedaron establecidos para todo el resto de la colonia.
La administración colectiva por parte del grupo de frailes eran la característica más importante de las doctrinas ya que garantizaba la continuación del sistema de la comunidad en caso falleciese uno de los dirigentes.
Según la relación del obispo Juan de las Cabezas en 1613 y las actas de visita pastoral del arzobispo Pedro Cortés y Larraz en 1770, los mercedarios llegaron a tener a su cargo nueve doctrinas, y sus muchos anexos, que eran: Santa Anna de Malacatán, Concepción de Huehuetenango, San Pedro de Solomá, Nuestra Señora de la Purificación de Jacaltenango, Nuestra Señora de la Candelaria de Chiantla, San Andrés de Cuilco, Santiago de Tejutla, San Pedro de Sacatepéquez y San Juan de Ostuncalco.
En 1754, debido a las reformas borbónicas impulsadas por la corona española, los mercedarios y el resto del clero regular tuvieron que transferir sus doctrinas y curatos al clero secular, por lo que la orden perdió su doctrina en Malacatán.

### Visita del arzobispo Pedro Cortés y Larraz
Entre 1768 y 1770 el arzobispo Pedro Cortés y Larraz recorrió su diócesis en una visita pastoral que constituyóun auténtico censo, e indicó que Santa Anna Malacatán pertenecía a «la Octava Provincia, de Totonicapam, a cargo de un Alcalde Mayor, y que tenía once curatos: San Miguel Totonicapam, San Cristóbal Totonicapam, Jacaltenango, Güegüetenango, Santiago Momostenango,  Chiantla, Cuilco, Tzulumá, Utzpantán y Nevah».
| Algunas observaciones del arzobispo sobre Santa Anna Malacatán fueron: - Desde el pueblo de Momostenango al de Santa Anna Malacatán hay diez leguas, rumbo de oriente a poniente. Es camino malísimo de subidas y bajadas bastante violentas, con piedra, ciénagas y muchos gradones Todo el camino es un laberinto de montañas y cerros por todas partes y consiste en subirlos y bajarlos. - Eran parte del curato de Malacatán Colotenango, Santa Bárbara, Istaguacán, San Gaspar Ixchil y San Ramón. - [Para disciplinas a los curas de la provincia] se les manda lo que no se atreven a cumplir. Y con este motivo se mandan algunas coas con pena de excomunión, que no se mandarían con ella, a no haber advertido que a ninguna otra temen los eclesiásticos y curas, como todo se deduce del cura de Malacatán en la conversación que tuvo con éste de Güegüetenango sobre no manifestar para que no se pusieran preceptos. - El cura [de Malacatán] es «caviloso e intrépido. El compañero, insípido y para nada». —Descripción geográfico moral de la diócesis de Goathemala, 1770 |

La distribución de las familias en el curato de Malacatancito era la siguiente:
| Poblado       | Etnia     | N. Familias | N. Personas |
| ------------- | --------- | ----------- | ----------- |
| Malacatán     | Indígenas | 110         | 394         |
| Malacatán     | Ladinos   | 20          | 99          |
| Santa Bárbara | Indígenas | 284         | 761         |
| Colotenango   | Indígenas | 234         | 725         |

### El efímero Estado de Los Altos

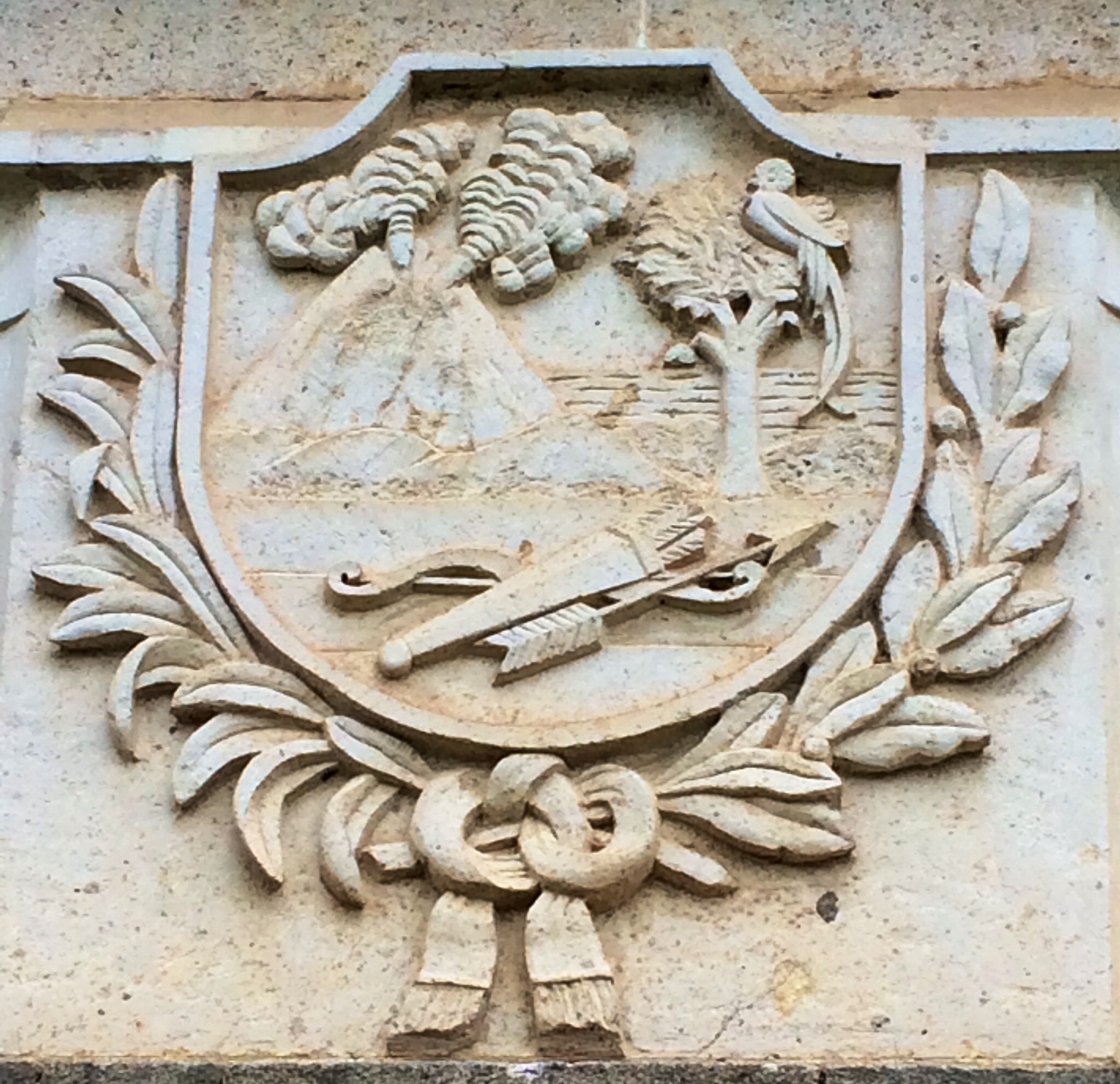
Escudo del Estado de los Altos

A partir del 3 de abril de 1838 Malacatán fue parte de la región que formó el efímero Estado de Los Altos y que forzó a que el Estado de Guatemala se reorganizara en siete departamentos y dos distritos independientes el 12 de septiembre de 1839:
- Departamentos: Chimaltenango, Chiquimula, Escuintla, Guatemala, Mita, Sacatepéquez, y Verapaz
- Distritos: Izabal y Petén[25]

La región occidental de la actual Guatemala había mostrado intenciones de obtener mayor autonomía con respecto a las autoridades de la ciudad de Guatemala desde la época colonial, pues los criollos de la localidad consideraban que los criollos capitalinos que tenían el monopolio comercial con España no les daban un trato justo.  Pero este intento de secesión fue aplastado por el general Rafael Carrera, quien reintegró al Estado de Los Altos al Estado de Guatemala en 1840.